# 北村祝
北村祝（Shu Kitamura，1996年5月9日—），出生於香港的日本足球運動員，司職中場，現時效力香港丙組聯賽球隊九龍木球會。

## 早年生活
北村祝出生於香港九龍區，自小就在港學踢足球，更於2007年加入傑志青年軍，在2007至2012年就讀英皇佐治五世學校，期間為校隊取得22球和22助攻，其後他為傑志U17奪得青少年聯賽足總盃季軍，更一度以本地球員身份為傑志出戰過預備組賽事，不過由於家人希望北村祝學業有成，可以在將來有更多出路，使他一度因升學關係將職業球員夢攔置，於2012年到美國升讀IMG學院，在兩年間為校隊上陣36場，有21場正選錄得4入球和7助攻，到2014年轉讀諾克斯學院，為校隊上陣18場有4場正選，而他所取得的全部入球都是協助球隊絕殺對手，協助其學院奪得中西岸常規賽冠軍，到2015年畢業後升讀馬薩諸塞大學洛厄爾分校。

## 球員生涯
直到2016年，北村祝決定暫時放下學業，踏上尋夢旅途加盟巴西一支業餘球會，無奈地短短半年後球會出現經濟問題，到2017年暑假返港探望家人，期間因緣際會下加入港超聯球會東方龍獅，並隨隊在季前對泰國球隊蒙通聯和陸軍聯的熱身賽都有正選機會，而隨住菁英盃改制規定每隊每場必須派出最少兩名U22球員上陣，使21歲的北村祝於2017年8月與東方雙方簽約，兩年展開職業球員生涯，並以本地球員身份註冊本地賽事。
可是他加盟後，就受傷病困擾於首兩場菁英盃分組賽缺陣，直到2017年12月16日，他於對理文的菁英盃分組賽時職業生涯首度上陣，在踢足全場下協助東方以0–0賽和對手。球季完結後，他轉會到港超聯球會夢想FC。

## 家庭生活
北村祝有三個年輕的兄弟姐妹，父親和母親都是日本人，他因家人的工作關係，自幼在港出生成長。到中學就讀英皇佐治五世學校，期間雖然他沒有正式在學校學習廣東話，但是他平時都可以用簡單廣東話與隊友溝通。他最喜歡的球會為英格蘭球會利物浦，最喜愛的足球偶像為利物浦傳奇隊長史提芬·謝拉特和前港超聯球會夢想駿其的日本籍球員福田健二。

## 外部連結
- 香港足球總會網頁球員資料（页面存档备份，存于）